# Miss Mondo 2015

## Risultati
| Risultato finale | Concorrente                  |
| ---------------- | ---------------------------- |
| Miss Mondo 2015  | - Spagna - Mireia Lalaguna   |
| 2ª classificata  | - Russia - Sofia Nikitchuk   |
| 3ª classificata  | - Indonesia - Maria Harfanti |

## Concorrenti
| Nazione / Territorio      | Concorrente                | Anni | Città                    |
| ------------------------- | -------------------------- | ---- | ------------------------ |
| Albania                   | Daniela Pajaziti           | 18   | Durazzo                  |
| Argentina                 | Daniela Mirón              | 22   | Malargüe                 |
| Aruba                     | Nicole Van Tellingen       | 20   | Oranjestad               |
| Australia                 | Tess Alexander             | 23   | Brisbane                 |
| Austria                   | Annika Grill               | 21   | Gmunden                  |
| Bahamas                   | Chantel O'Brian            | 21   | Nassau                   |
| Belgio                    | Leylah Alliët ·            | 23   | Roulers                  |
| Belize                    | Jasmin Jael Rhamdas        | 19   | Belmopan                 |
| Bermuda                   | Alyssa Rose                | 22   | Hamilton                 |
| Birmania                  | Khin Yadanar Thein Myint   | 22   | Mandalay                 |
| Bolivia                   | Vivian Serrano             | 22   | Santa Cruz               |
| Bosnia ed Erzegovina      | Marijana Marković          | 20   | Prnjavor                 |
| Botswana                  | Seneo Paige Mabengano      | 19   | Selebi Pikwe             |
| Brasile                   | Catharina Choi Nunes       | 25   | San Paolo                |
| Bulgaria                  | Simona Evguenieva          | 20   | Montana                  |
| Camerun                   | Jessica Lydie Ngoua        | 24   | Douala                   |
| Cile                      | Fernanda Sobarzo           | 20   | Santiago                 |
| Cina                      | Yuan Lu                    | 21   | Shanghai                 |
| Cipro                     | Rafaéla Charalámpous       | 23   | Nicosie                  |
| Colombia                  | Maria Alejandra López      | 21   | Pereira                  |
| Corea del Sud             | Jung Eun-ju                | 22   | Seul                     |
| Costa d'Avorio            | Andréa Kakou N'Guessan     | 22   | Yamoussoukro             |
| Costa Rica                | Ángelica Reyes             | 20   | Pérez Zeledón            |
| Croazia                   | Maja Spahija               | 22   | Sebenico                 |
| Curaçao                   | Alexandra Krijger          | 18   | Willemstad               |
| Danimarca                 | Jessica Josephina          | 18   | Aarhus                   |
| Ecuador                   | Camila Marañón             | 20   | Chone                    |
| El Salvador               | Marcela Santamaria         | 23   | San Salvador             |
| Etiopia                   | Kisanet Teklehaimanot      | 21   | Adigrat                  |
| Figi                      | Brittany Hazelman          | 24   | Suva                     |
| Filippine                 | Hillarie Danielle Parungao | 24   | Solano                   |
| Finlandia                 | Carola Miller              | 23   | Helsinki                 |
| Francia                   | Hinarere Taputu            | 25   | Tahiti                   |
| Gabon                     | Reine Ngotala              | 18   | Nyanga                   |
| Galles                    | Emma Jenkins               | 22   | Llanelli                 |
| Georgia                   | Nuka Karalashvili          | 24   | Tbilisi                  |
| Germania                  | Albjona Muharremaj         | 20   | Monaco di Baviera        |
| Giamaica                  | Sanneta Myrie              | 24   | Kingston                 |
| Giappone                  | Chika Nakagawa             | 20   | Niigata                  |
| Gibilterra                | Hannah Bado                | 22   | Gibilterra               |
| Guadalupa                 | Arlène Tacite              | 22   | Basse-Terre              |
| Guam                      | Aria Perez Theisen         | 19   | Barrigada                |
| Guatemala                 | María José Larrañaga       | 23   | Città del Guatemala      |
| Guinea                    | Mama Aïssata Diallo        | 18   | Conakry                  |
| Guyana                    | Lisa Punch                 | 23   | Georgetown               |
| Haiti                     | Seydina Allen              | 23   | Port-au-Prince           |
| Honduras                  | Gabriela Salazar           | 23   | Tegucigalpa              |
| India                     | Aditi Arya                 | 21   | Nuova Delhi              |
| Indonesia                 | Maria Harfanti             | 23   | Yogyakarta               |
| Inghilterra               | Natasha Hemmings           | 19   | Cheshire                 |
| Irlanda                   | Sacha Livingston           | 20   | Antrim                   |
| Irlanda del Nord          | Leanne McDowell            | 19   | Cookstown                |
| Islanda                   | Arna Ýr Jónsdóttir         | 20   | Kópavogur                |
| Isole Vergini Americane   | Jahne Indira Massac        | 19   | Saint-Thomas             |
| Isole Vergini britanniche | Sasha Wintz                | 18   | Tortola                  |
| Italia                    | Greta Galassi              | 18   | Rovereto                 |
| Kazakistan                | Regina Vanditcheva         | 22   | Almaty                   |
| Kenya                     | Charity Mwangi             | 22   | Kiambu                   |
| Kirghizistan              | Tattiboubou Samidine-Kizi  | 20   | Biškek                   |
| Lesotho                   | Relebohile Kobeli          | 19   | Maseru                   |
| Lettonia                  | Lāsma Zemene               | 20   | Riga                     |
| Libano                    | Valérie Abou Chacra        | 23   | Beirut                   |
| Macedonia del Nord        | Emilija Rozman             | 24   | Skopje                   |
| Malaysia                  | Brynn Zalina Lovett        | 22   | Beaufort                 |
| Malta                     | Katrina Pavia              | 25   | Victoria                 |
| Mauritius                 | Aurellia Bégué             | 19   | Port Louis               |
| Messico                   | Yamelin Ramírez            | 22   | Navojoa                  |
| Moldavia                  | Anastasia Iacub            | 19   | Băcioi                   |
| Mongolia                  | Anu Namshiryn              | 24   | Ulan Bator               |
| Montenegro                | Nataša Milosavljević       | 23   | Cattaro                  |
| Namibia                   | Steffi Van Wyk             | 20   | Windhoek                 |
| Nepal                     | Evana Manandhar            | 23   | Katmandu                 |
| Nicaragua                 | Stefania Alemán            | 22   | Masatepe                 |
| Nigeria                   | Unoaku Anyadike            | 21   | Ibadan                   |
| Norvegia                  | Fay Teresa Vålbekk         | 23   | Oslo                     |
| Nuova Zelanda             | Deborah Lambie             | 22   | Auckland                 |
| Panama                    | Diana Jaén                 | 23   | Penonomé                 |
| Paraguay                  | Giovanna Cordeiro          | 26   | Asunción                 |
| Paesi Bassi               | Margot Hanekamp            | 19   | Nijkerk                  |
| Perù                      | Karla Chocano              | 24   | La Libertad              |
| Polonia                   | Marta Palucka              | 23   | Sopot                    |
| Porto Rico                | Keysi Marie Vargas         | 23   | Quebradillas             |
| Portogallo                | Rafaela Pardete            | 25   | Setúbal                  |
| Repubblica Ceca           | Andrea Kalousová           | 18   | Jaroměř                  |
| Repubblica Dominicana     | Cynthia Núñez              | 22   | San Francisco de Macorís |
| Romania                   | Natalia Onet               | 26   | Satu Mare                |
| Russia                    | Vladislava Evtouchenko     | 19   | Tchita                   |
| Saint Kitts e Nevis       | Jackiema Flemming          | 22   | Basseterre               |
| Samoa                     | Latafale Auva'a            | 22   | Apia                     |
| Scozia                    | Mhairi Fergusson           | 21   | Stirling                 |
| Serbia                    | Marija Ćetković            | 20   | Belgrado                 |
| Seychelles                | Linne Freminot             | 22   | Mahé                     |
| Singapore                 | Charity Lu Lu Seng         | 20   | Singapore                |
| Slovacchia                | Lujza Straková             | 21   | Banská Bystrica          |
| Slovenia                  | Mateja Kociper             | 23   | Maribor                  |
| Spagna                    | Mireia Lalaguna            | 23   | Barcelone                |
| Sri Lanka                 | Thilini Amarasuriya        | 20   | Colombo                  |
| Stati Uniti               | Victoria Mendoza           | 19   | Phoenix                  |
| Sudafrica                 | Liesl Laurie               | 24   | Johannesburg             |
| Sudan del Sud             | Ajaa Kiir Monchol          | 22   | Giuba                    |
| Svezia                    | Natalia Fogelund           | 21   | Göteborg                 |
| Tanzania                  | Lilian Kamazima            | 18   | Arusha                   |
| Thailandia                | Thanyachanok Moonninta     | 22   | Chiang Mai               |
| Trinidad e Tobago         | Daniella Walcott           | 24   | Diego Martin             |
| Tunisia                   | Marwa Heny                 | 22   | Sidi Bouzid              |
| Turchia                   | Ecem Çırpan                | 18   | Bursa                    |
| Ucraina                   | Khristina Stoloka          | 18   | Kiev                     |
| Uganda                    | Nakiyaga Zahara Muhammad   | 23   | Kampala                  |
| Ungheria                  | Daniella Kiss              | 21   | Bag                      |
| Uruguay                   | Sherika De Armas           | 18   | Montevideo               |
| Venezuela                 | Anyela Galante             | 24   | Guanare                  |
| Vietnam                   | Trần Ngọc Lan Khuê         | 22   | Hô Chi Minh              |
| Zambia                    | Michelo Malambo            | 23   | Ndola                    |
| Zimbabwe                  | Annie Grace Mutambu        | 19   | Harare                   |

## Controversie
La modella, attrice e attivista sino-canadese Anastasia Lin, Miss Mondo Canada 2015, avrebbe dovuto rappresentare il Canada nell'edizione 2015 organizzata in Cina. Tuttavia, le autorità cinesi l'hanno dichiarata persona non grata e le hanno rifiutato il visto per l'ingresso nel paese: di conseguenza, Anastasia non ha potuto prendere parte all'evento. Il motivo di tale provvedimento è stato, con ogni probabilità, l'impegno costante di Anastasia per la difesa dei diritti umani in Cina e la sua aperta denuncia delle violazioni degli stessi.
L'organizzazione di Miss Mondo le ha successivamente permesso di rappresentare il Canada a Miss Mondo 2016, vicino a Washington.